# Абърдеър
Вижте пояснителната страница за други значения на Абърдеър.
Абърдѐър (на английски: Aberdare;на уелски: Aberdâr, Аберда̀ар) е град в Южен Уелс, графство Ронда Кънън Таф. Разположен е около мястото на вливането на река Дар в река Кънон на 29 km на северозапад от столицата Кардиф. Има жп гара. Добив на каменни въглища. Населението му е около 36 000 жители според данни от преброяването през 2001 г.

## Побратимени градове
- Монтелимар, Франция
- Равенсбург, Германия
- Слагелсе, Дания